# Fernando Flaínez
Fernando Flaínez (fl. 999-1052/1053) fue un magnate leonés miembro del linaje de ricoshombres de los Flaínez y de la casa condal de Cea. Sus padres fueron Flaín Muñoz y su esposa Justa Fernández, hija del conde Fernando Bermúdez y de Elvira Díaz. Fue el abuelo paterno de Jimena Díaz, esposa del Cid, de quien fue asimismo tío, al ser hermano de Diego Flaínez, padre del Campeador; y ascendiente directo del importante linaje medieval de los Osorio.
Casado con Elvira Peláez, hija de Pelayo Rodríguez y Gotina Fernández de Cea, tuvieron al menos siete hijos: Flaín, Oveco, Justa, Pedro, Pelayo, Muño y Diego. Desde 1020 fue tenente de Aguilar y desde 1028 está documentado con la titulación de conde. Junto con su hijo Flaín Fernández, gobernó la ciudad de las Torres de León hasta 1038 cuando el reino ya estaba en poder de su primo hermano, el rey Sancho el Mayor de Pamplona.

## Entorno familiar
El conde Fernando Flaínez era hijo del conde Flaín Muñoz  y su primera esposa y prima hermana, Justa Fernández de Cea. Sus abuelos paternos fueron el conde Munio Flaínez y Froiloba Bermúdez, y los maternos, el conde Fernando Bermúdez —hermano de Froiloba, la esposa de Munio Fláinez—, y Elvira Díaz de Saldaña, que también fueron los padres de la reina Jimena Fernández, casada con el rey García Sánchez II de Pamplona, padres del rey Sancho el Mayor. Por lo tanto, Fernando Flaínez era primo hermano del rey Sancho el Mayor.

## Vida
Su primera aparición en la documentación fue el 14 de septiembre de 999, cuando junto con su hermano Muño confirmó una donación del obispo Froila de León al monasterio de Sahagún.
El 26 de febrero de 1020, junto con su mujer y sus hijos, menos Justa, fundó el monasterio dúplice de San Martín de Pereda en el Valle de Valdeburón que posteriormente fue incorporado a la Abadía de Santa María de Benevívere. En la dotación para la fundación de la abadía menciona que varias de las heredades donadas las había heredado de Fredenando Uermudiz et Flanio Moniz, su abuelo materno y su padre, respectivamente.
Estuvo al servicio del rey Alfonso V de León y su nombre aparece constantemente en la documentación, alcanzando la dignidad condal al final del reinado de Alfonso, por lo menos desde el año 1028, cuando con su esposa Elvira permutan varias propiedades al monasterio de Sahagún. Una vez fallecido el monarca y coronado su sucesor, el joven Bermudo III, Fernando Fláinez apoyó a su primo hermano, el rey Sancho Garcés III de Pamplona, aunque al principio acompañó al joven rey leonés según se desprende de una donación hecha por Bermudo III en noviembre de 1028 a la Catedral de Santiago de Compostela, donde Fernando aparece junto con otros magnates corroborando el diploma real. Su presencia en la curia regia del rey Bermudo III fue escasa entre los años 1029-1035 y pudo deberse, según conjetura la medievalista Margarita Torre, a su participación activa o en la sombra en el asesinato del conde de Castilla García Sánchez en 1028 cuando se dirigía a conocer a su prometida, la infanta Sancha de León, futura esposa del rey Fernando I.
A partir de 1035, se encontraba otra vez en la corte de Bermudo III, a quien se mantuvo fiel hasta su muerte en la batalla de Tamarón en 1037. Después de la muerte del rey, la corona del reino de León correspondía a una de las hermanas del difunto rey, ya que para esas fechas «parecía haberse consolidado el carácter hereditario de la corona leonesa». La infanta Sancha de León, esposa del rey Fernando I, era la legítima heredera pero pudo ser que los magnates leoneses no reconocieran sus derechos después de la muerte de Bermudo III. Uno de ellos fue probablemente el conde Fernando Flaínez, quien en esas fechas se intitulaba mandante o imperante en León, «arrogándose por tanto la suprema autoridad en la ciudad de León».
Fernando Flaínez no entregó la capital del reino de León a Fernando I hasta 1038, probablemente después de haber llegado a un acuerdo y ya el 21 de junio de 1038, en un diploma del Fernando en vísperas de su unción como rey, varios miembros del linaje Flaínez aparecen confirmando en la columna de los magnates leoneses: el primero, Fernando Flaínez; el segundo, el conde Gonzalo Muñoz; Pedro Flaínez, el hermano de Fernando en el tercer lugar; después Flaín Fernández, uno de sus hijos; y por último, su sobrino Fáfila Pérez, hijo de su hermano Pedro.  En ese mismo año consiguió del rey Fernando el título de conde para su hijo Flaín, quien después gobernó la comarca de Esla y la propia ciudad de León.  El conde Fernando Flaínez mantuvo todos sus honores hasta su muerte después de 1049, fecha en la que aparece por última vez en la documentación del monasterio de Sahagún.

## Matrimonio y descendencia
Contrajo matrimonio con su prima hermana, Elvira Peláez, hija del conde Pelayo Rodríguez y de la condesa Gotina Fernández, hija del conde Fernando Bermúdez, y hermana de Fronilde Peláez, esposa del infante Ordoño Bermúdez, hijo natural del rey Bermudo II de León. Los hijos habidos de dicho matrimonio fueron:
- Flaín Fernández (n. antes de 1020-fallecido antes de 1065),[1] conde, casado con Toda Fernández. Antes de su matrimonio con Toda, estuvo casado con Sancha, posiblemente hija de la condesa Flámula.[19]
- Oveco Fernández (n. antes de 1020),[20] esposo de Oneca Gutiérrez.[1]
- Pedro Fernández (n. antes de 1020).[1]
- Pelayo Fernández (n. antes de 1020-fallecido después de junio de 1049), alférez real en 1039 y en 1050 y conde desde 1043.[21][1] Pudo ser el padre de un noble llamado Flaín Peláez.[21]
- Munio Fernández (antes de 1020-después de junio de 1049) también conde.[22][1] Contrajo matrimonio con Elvira Peláez, hija de los condes Pelayo Froilaz el Diácono y Aldonza Ordóñez,[20][1] esta última hija de los infantes Ordoño Ramírez el Ciego y Cristina Bermúdez.[23] La última vez que aparece en la documentación fue en junio de 1049 con su hermano Pelayo.[1] Fueron los padres de la condesa Aldonza Muñoz,[24] esposa del conde Vela Ovéquiz.[25]
- Diego Fernández[1] (n. antes de 1020). Contrajo dos matrimonios; el segundo con una dama cuyo nombre pudo ser Cristina, hija del conde Fernando Gundemáriz y la condesa Muniadona Ordóñez, con quien tuvo tres hijos, entre ellos a Jimena Díaz, esposa de Rodrigo Díaz el Campeador.[21]
- Justa Fernández, llamada igual que su abuela paterna, fue la segunda esposa del conde Ansur Díaz, padre con su primera esposa del poderoso conde Pedro Ansúrez.[26][1] El 29 de septiembre de 1047, los condes Ansur y Justa fundaron el monasterio de San Román de Entrepeñas.[1]